# Hydrocotyle bonariensis
Hydrocotyle bonariensis là một loài thực vật có hoa trong Họ Cuồng. Loài này được Lam. mô tả khoa học đầu tiên năm 1789.